# Art21
art 21 était un magazine français consacré à l'art contemporain.
Trente-deux numéros du magazine ont été édités de 2005 à 2012.
Le magazine se distinguait notamment par le caractère analytique et critique de ses articles monographiques et de ses comptes rendus d'exposition.
Dans une période riche en revues de librairie spécialisée (20/27, Frog, Palais, May, Pétunia auxquelles venaient s'ajouter les revues italiennes diffusées en France Kaleidoscope et Mousse ainsi que les gratuits Zérodeux et Particules), art 21 se distinguait aussi par le fait qu’il était la seule publication à essayer de concurrencer art press dans les kiosques.
Le magazine a notoirement contribué, à partir de 2007, au repérage d’une nouvelle scène française tournée vers des pratiques plus conceptuelles. art 21 a ainsi été le premier magazine à consacrer des articles monographiques ou des comptes rendus conséquents à Aurélien Froment, Benoît Maire, Isabelle Cornaro, Raphaël Zarka, Étienne Chambaud… Sa section portfolio a également accueilli plusieurs projets originaux de ces artistes,,.
D'autres contributions notoires du magazine concernent l'étude des artistes iconographes et du travail de Pierre Leguillon en particulier, la veille de l'actualité de la performance, la médiation des nouvelles ambitions d’une certaine poésie contemporaine, la recension des activités curatoriales de Pierre Bal-Blanc (au CAC Brétigny et au-delà) et l'analyse des œuvres du duo d'artistes Frédéric Moser & Philippe Schwinger.
En 2011, Arthur Danto avait accepté l’invitation du magazine à sélectionner pour un portfolio quelques-unes des estampes qu’il avait produites à l’époque où il avait une pratique artistique. 
art 21 avait été lancé par le critique d’art Frédéric Wecker qui en a été le rédacteur en chef du n°3 au n°32 et qui, comme l'avait observé Christophe Domino, s'était « entouré d'auteurs jeunes que l'on n'a[vait] pas ou peu lus ailleurs » (à l'époque). Parmi lesquels, Benjamin Thorel qui a été le rédacteur en chef des deux premiers numéros du magazine, Jill Gasparina, Anne Faucheret, Cédric Schönwald qui a animé les pages « Performances » du magazine et en a été le rédacteur en chef adjoint à partir du n°25, Aurélien Mole, Garance Chabert, Isabelle Alfonsi, Agnès Lepicard, Nicolas Fourgeaud, Lou Forster, Magali Nachtergael, Klaus Speidel,, Remi Parcollet.  art 21 a ainsi joué un rôle non négligeable dans le renouvellement générationnel de la critique d'art française, comme l’atteste la participation en 2008 d’une dizaine de contributeur·ices du magazine à l’ouvrage collectif French Connection consacré à la scène française édité par BlackJack Editions.